# Pieper (busonderneming)

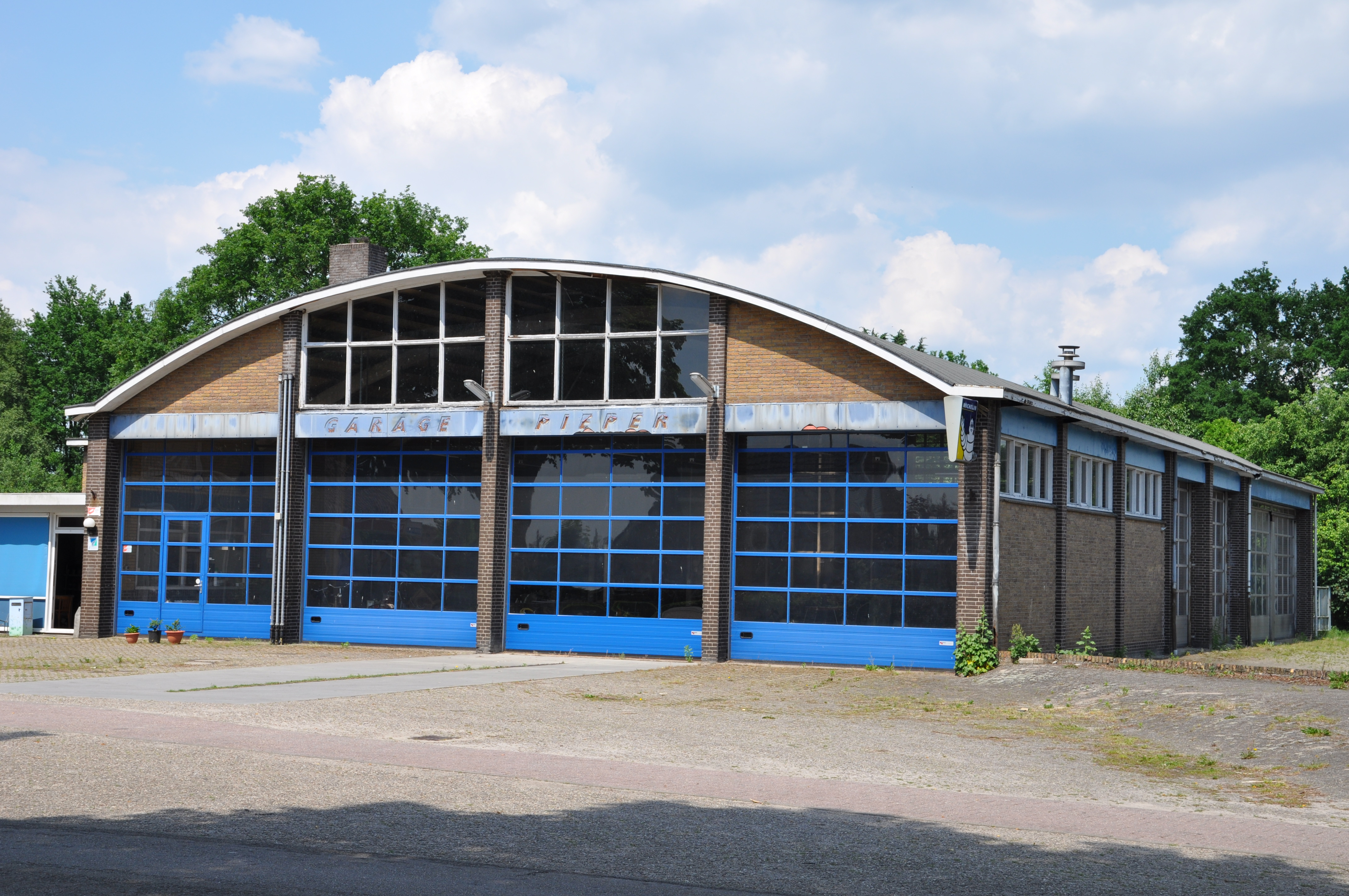
Garage Pieper in Nieuw-Schoonebeek

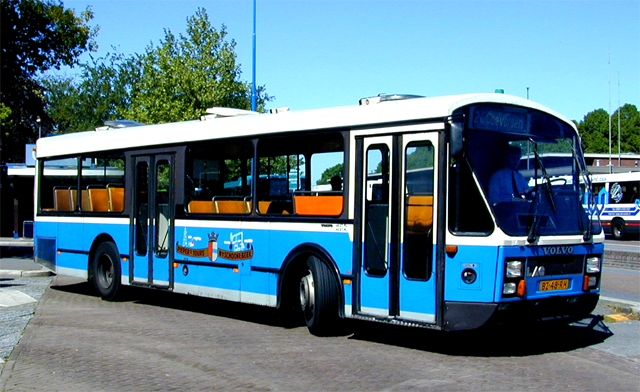
Pieper-bus 44 van het type LAG AI450

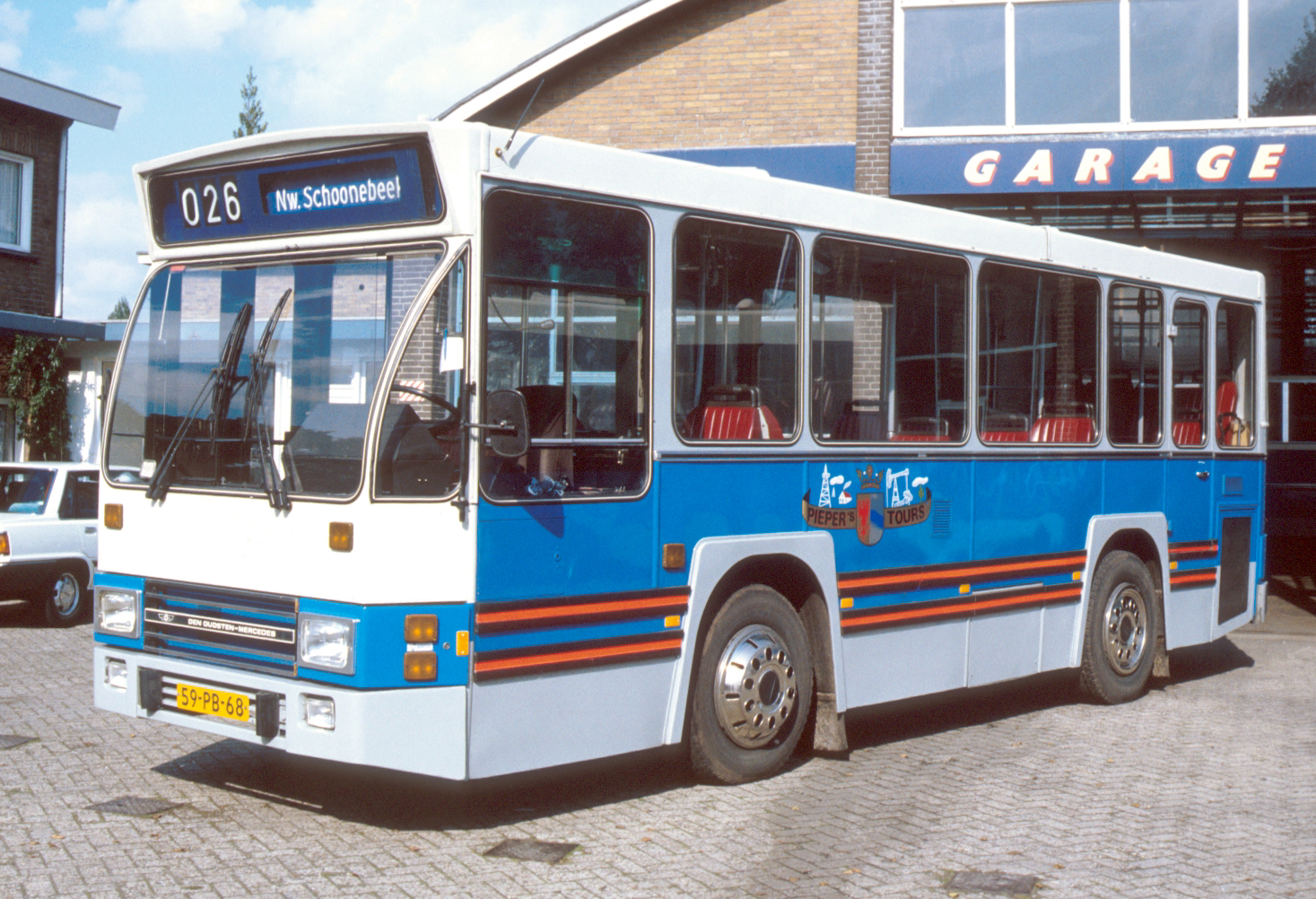
Pieper-bus 49 van het type Den Oudsten B79-M380/Mercedes-Benz

Firma Pieper & Zonen is een bedrijf te Nieuw-Schoonebeek in Zuidoost-Drenthe dat zich bezighield met vracht- en personenvervoer. Pieper voerde lijnbusdiensten uit van 1927 tot 12 december 2004 en bestond daarnaast nog tot december 2007 als touringcarbedrijf.

## Geschiedenis
De firma Pieper bezat een boerderij, bakkerij, kruidenierswinkel en vrachtvervoer. In 1927 werd een lijndienst tussen Nieuw-Schoonebeek, Schoonebeek en Coevorden opgezet, aanvankelijk met een bestelbus in plaats van een bus. Met de twee autobussen die werden aangeschaft reed Harm Pieper in de jaren dertig vier keer de route op en neer. Men startte tevens met een taxi en een postauto voor het vervoer van poststukken van Schoonebeek naar Coevorden v.v.
De lijn van Pieper liep van Nieuw-Schoonebeek (Duitse grens) via Nieuw-Schoonebeek (dorp), Weiteveen en Schoonebeek naar station Coevorden. Er werd in de naoorlogse jaren een onregelmatige dienst gereden met tien retourritten op werkdagen en vier op zon- en feestdagen. Niet alle ritten maakten de omweg via Weiteveen.
Verschillende keren is door grote busmaatschappijen geprobeerd om Pieper te verdringen. Pogingen van DABO-EDS, later genaamd DVM, hadden geen succes. Wel kreeg dit bedrijf vergunning om op een deel van Piepers route Schoonebeek – Coevorden te rijden met een lijn vanuit Klazienaveen. De passagiers steunden massaal Pieper. Terwijl de bussen van het semioverheidsbedrijf vrijwel leeg reden, zaten de blauwe bussen doorlopend vol. In de jaren vijftig weigerde de Commissie Vergunningen Personenvervoer een vergunning aan de weduwe Pieper. Met een beroep op de kroon lukte dit in 1956 wel. Eind jaren tachtig kwam er toch een samenwerkingsverband met DVM. De lijn van Pieper werd gekoppeld aan de DVM-lijn Emmen – Klazienaveen – Nieuw Schoonebeek, met exploitatie door beide ondernemingen. Daarbij werd de frequentie op beide lijnen verhoogd tot een regelmatige uurdienst. Door fusies en overnames kreeg Pieper enkele malen een nieuwe partner op deze lijndienst: in 1992 DVM/NWH, in 1996 VEONN en in 1998 Arriva.
Door de Europese aanbesteding van al het busvervoer in Drenthe moest de firma Pieper uiteindelijk de strijd staken. De aanbesteding werd gewonnen door Connexxion, dat op 12 december 2004 alle diensten overnam, dus ook die van Pieper. Vijf personeelsleden gingen over naar Connexxion. In december 2009 werd Connexxion vervangen door Qbuzz. De firma Pieper zelf bleef als touringcarbedrijf nog voortbestaan, maar werd in december 2007 overgenomen door het busbedrijf Lanting te Klazienaveen.

## Museumbus
In de collectie van het Nationaal Bus Museum te Hoogezand bevond zich de voormalige bus nr. 44 van Pieper, een Volvo B10R-55 LAG AI450 met carrosserie van LAG uit Bree (B.). Deze bus, de enige van dit type die in Nederland gereden heeft, was bij Pieper in dienst sinds 1988. De bus is bij het Nationaal Bus Museum gesloopt.